# Hesteskoen
Der Hesteskoen (norwegisch für Pferdehuf) ist ein 2350 m hoher Nunatak im ostantarktischen Königin-Maud-Land. Er ragt 6 km nördlich des Berges Balchenfjella im Gebirge Sør Rondane auf.
Norwegische Kartografen, die ihn auch benannten, kartierten ihn 1946 anhand von Luftaufnahmen, die bei Lars-Christensen-Expedition 1936/37 entstanden, sowie 1957 mittels ebensolcher der US-amerikanischen Operation Highjump (1946–1947). Namensgebend ist die Form des Nunataks, die an den Huf eines Pferds erinnert.